# Sociologia della letteratura

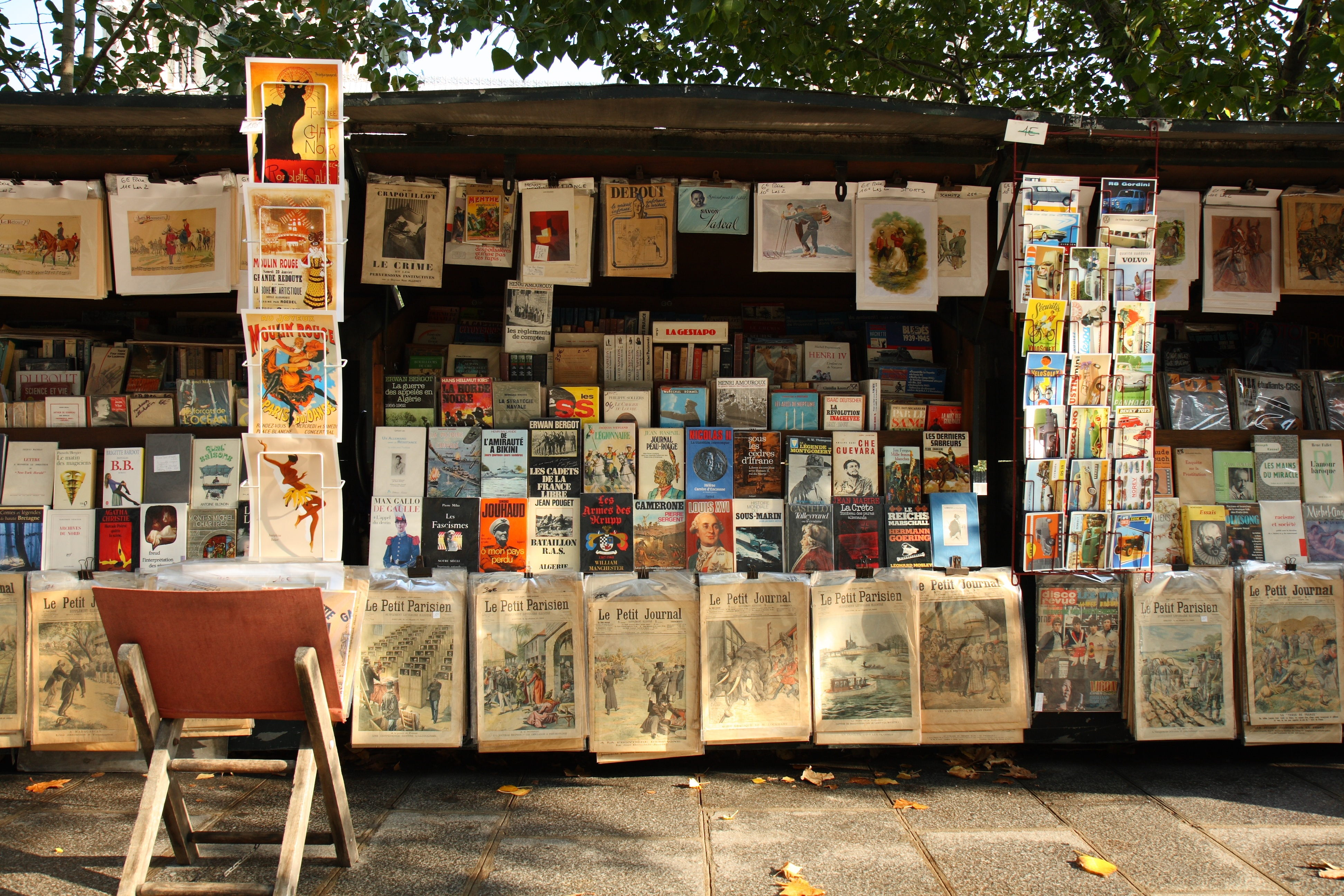
Una bancarella di un bouquiniste (termine francese per i rivenditori di libri di seconda mano), a Parigi, vicino alla Cattedrale di Notre-Dame.

La sociologia della letteratura è un sottocampo della sociologia della cultura. Essa studia la produzione sociale della letteratura e le sue implicazioni sociali. Un esempio rilevante da mettere in evidenza è Les Règles de L'Art: Genèse et Structure du Champ Littéraire di Pierre Bourdieu del 1992, tradotto da Susan Emanuel nel 1996 come Rules of Art: Genesis and Structure of the Literary Field.

## Sociologia classica
I "padri fondatori" della sociologia non hanno prodotto uno studio dettagliato della letteratura, hanno anziché sviluppato idee che vennero in seguito applicate alla letteratura da altri. La teoria dell'ideologia di Karl Marx è stata rivolta alla letteratura da Pierre Macherey, Terry Eagleton e Fredric Jameson. Max Weber inizialmente applicò la sua teoria della modernità come razionalizzazione culturale alla musica, e successivamente venne assegnata a tutte le arti, inclusa la letteratura, da scrittori della Scuola di Francoforte come Theodor Adorno e Jürgen Habermas. La visione di Emile Durkheim della sociologia come studio di fatti sociali definiti esternamente è stata rindirizzata verso la letteratura da Robert Escarpit. Il lavoro di Bourdieu è chiaramente influenzato da Marx, Weber e Durkheim.

## Lukács e la teoria del romanzo
Un importante primo passo nella sociologia della letteratura fu compiuto da Georg Lukács con The Theory of the Novel pubblicato per la prima volta in tedesco nel 1916, nella Zeitschrift fur Aesthetik und Allgemeine Kunstwissenschaft. Nel 1920 fu ripubblicato sotto forma di libro e fu questa versione ad influenzare fortemente la Scuola di Francoforte. Ad avere inoltre una forte influenza sullo strutturalismo francese fu una seconda edizione, pubblicata nel 1962. The Theory of the Novel sosteneva che, mentre il poema epico classico aveva dato forma a una totalità della vita data in realtà dall'integrazione sociale della civiltà classica, il romanzo moderno era diventato 'l'epopea di un'epoca in cui l'ampia totalità della vita non è più data direttamente'. La forma del romanzo è incentrata quindi attorno all'eroe problematico alla ricerca di valori problematici all'interno di un mondo problematico.
The Historical Novel fu il secondo contributo distintivo di Lukács alla sociologia della letteratura, scritto originalmente in tedesco, pubblicato inizialmente in russo nel 1937 e successivamente tradotto in inglese nel 1962. In ques'opera, il filosofo ha sostenuto che il raggiungimento centrale del romanzo storico d'inizio Ottocento era quello di rappresentare realisticamente le differenze tra il passato precapitalista e il presente capitalista. Non sussisteva nel talento individuale, ma bensì nell'esperienza storica collettiva, poiché la Rivoluzione francese e le guerre rivoluzionarie e napoleoniche avevano trasformato la storia per la prima volta un'esperienza di massa. Sostenne ulteriormente che il successo delle rivoluzioni del 1848 ha portato al declino del romanzo storico nella "monumentalizzazione decorativa" e nel "rendere privata la storia". Le figure chiave del romanzo storico erano quindi quelle dell'inizio del XIX secolo, particolarmente Sir Walter Scott.
Alcuni dei lavori influenzati in modo decisivo da Lukács sono Towards a Sociology of the Novel di Lucien Goldmann, la discussione di Alan Swingewood sulla sociologia del romanzo nella terza parte di The Sociology of Literature di Laurenson e Swingewood e Signs Taken for Wonders di Franco Moretti.

## La Scuola di Francoforte
Fondato nel 1923, l'Istituto di ricerche sociali dell'Università di Francoforte sviluppò un tipo distintivo di "sociologia critica" influenzata da Marx, Weber e Freud. I principali critici della Scuola di Francoforte che hanno lavorato sulla letteratura includevano Adorno, Walter Benjamin e Leo Löwenthal. Gli studi Notes to Literature di Adorno, The Origin of German Tragic Drama di Benjamin e Literature and the Image of Man di Löwentahl furono tutti influenti nella sociologia della letteratura. Löwenthal ha continuato questo lavoro presso l'Università della California, Berkeley, negli anni '50.
Notes to Literature è una raccolta di saggi di Adorno, il più influente dei quali è probabilmente 'On Lyric Poetry and Society', nella quale proponeva che il pensiero poetico è una reazione contro la mercificazione e la reificazione della vita moderna, citando Goethe e Baudelaire come esempi.  Nella sua opera The Origin of German Tragic Drama Benjamin sosteneva che l'estrema "violenza sovrana" dei drammaturghi tedeschi "Trauerspiel" (letteralmente commedia del lutto, meno letteralmente tragedia) del Cinquecento e del Seicento esprimeva le realtà storiche del potere principesco in modo migliore rispetto alla tragedia classica.
Habermas susseguì Adorno alla cattedra di sociologia e filosofia a Francoforte. La prima notevole opera di Habermas, venne pubblicata in tedesco nel 1962 intitolata Strukturwandel der Öffentlichkeite tradotta in inglese nel 1989 come The Structural Transformation of the Public Sphere. Qui cercò di esporre l'emersione storico-sociale dell'opinione pubblica borghese nel XVII e XVIII secolo. Nello sviluppo di un nuovo tipo di sociologia istituzionale della letteratura sostenne che la sfera pubblica era stata organizzata attorno ai salotti letterari in Francia, alle società letterarie e istruite in Germania e ai caffè in Inghilterra. Tali istituzioni hanno sostenuto la prima stampa di romanzi, giornali e periodici.

## La sociologia dell'avanguardia
Peter Bürger è stato professore di letteratura francese e comparata all'Università di Brema. La sua Theorie der Avantgarde fu pubblicata in tedesco nel 1974, per poi essere tradotta in inglese nel 1984. Similmente ad Habermas, Bürger si interessava alla sociologia istituzionale della letteratura e dell'arte. Ha insistito su una tipologia storica delle relazioni sociali estetiche, misurate lungo tre assi principali, la funzione dell'opera d'arte, il suo modo di produzione e il suo modo di ricezione. Con questo ottenne tre tipi principali di arte: sacrale, cortese e borghese. Egli sosteneva che l'arte borghese aveva come funzione l'autocomprensione individuale ed era concepita e recepita individualmente. Divenne una celebrazione sotto forma della liberazione dell'arte dalla religione, dalla corte ed eventualmente anche dalla borghesia. L'arte modernista era quindi un'«istituzione» sociale autonoma, prerogativa di una classe intellettuale sempre più indipendente. L'"avanguardia storica" degli anni tra le due guerre si sviluppò come un movimento all'interno e contro il modernismo come una rivolta infine fallita proprio contro questa autonomia.
Habermas impiega un metodo molto simile nel suo racconto dell'avanguardia.

## La sociologia del commercio librario
Robert Escarpit ebbe la carica di professore di letteratura comparata presso l'Università di Bordeaux e ha fondato il Centro per la sociologia dei fatti letterari. Le sue opere includevano Sociologie de la littérature pubblicato nel 1958, e La Révolution du livre, pubblicato nel 1965. Alla moda durkheimiana, Escarpit mirava a occuparsi solo dei "fatti sociali" della letteratura definiti esternamente, in particolare quelli registrati nel commercio di libri. Concentrò la sua attenzione sulla "comunità di scrittori", intesa complessivamente come "generazioni" e "squadre". Ha esteso la definizione di letteratura per includere tutta la scrittura "non funzionale" e ha anche insistito sul fatto che il successo letterario deriva da "una convergenza di intenzioni tra autore e lettore".
Negli Stati Uniti e in Gran Bretagna Lewis Coser e Peter H. Mann hanno condotto studi analogamente empirici sulla sociologia del commercio dei libri.
L'Apparition du livre di Lucien Febvre e Henri-Jean Martin, pubblicato prima in francese nel 1958 per poi essere tradotto in inglese come The Coming of the Book nel 1976, è un'opera di storia sociale (Febvre è stato una figura di spicco nella scuola di storiografia degli Annales, la cui storia era decisamente scientifico-sociale). Possiede però anche un carattere profondamente sociologico e fornisce un resoconto sistematico dello sviluppo a lungo termine del commercio librario europeo, coprendo il periodo dal 1450 al 1800.

## Strutturalismo genetico
Lucien Goldmann è stato direttore degli studi presso la Scuola degli studi avanzati nelle scienze socilali di Parigi e direttore fondatore del Centro di sociologia della letteratura presso l'Università Libera di Bruxelles. Come Escarpit, Goldmann è stato influenzato da Durkheim: da qui la sua definizione dell'oggetto della sociologia come "studio dei fatti della coscienza", ma mostrava anche interesse nello sviluppo di una sociologia del testo. Sosteneva che l'obiettivo centrale del sociologo letterario era quello di far emergere il significato oggettivo dell'opera letteraria collocandola nel suo contesto storico, studiato nel suo insieme.
Goldmann definì il soggetto creatore come transindividuale, ovvero come un'istanza della 'coscienza collettiva' di Durkheim. Tuttavia seguendo Marx e Lukács anche Goldmann assunse che la coscienza di gruppo fosse solitamente una coscienza di classe. L'agenzia di mediazione tra una classe sociale e l'opera letteraria divenne così la "visione del mondo", la quale unisce insieme i singoli membri di una classe sociale. Il suo studio su Blaise Pascal e Jean Racine intitolato Le Dieu caché è stato pubblicato in francese nel 1955 e in traduzione inglese con il titolo The Hidden God nel 1964. All'interno di quest'ultimo ha individuato "omologie strutturali" tra la "visione tragica" giansenista, le strutture testuali dei Pensées di Pascal e dei drammi di Racine, e la posizione sociale della "noblesse de robe" del XVII secolo. Lo strutturalismo di Goldmann era considerato "genetico" perché cercava di ritrovare la genesi delle strutture letterarie in fenomeni extra-letterari.
Goldmann pubblicò Pour une Sociologie du Roman nel 1964, tradotto poi da Alan Sheridan come Towards a Sociology of the Novel nel 1974. Similmente a Lukács, Goldmann percepisce il romanzo come incardinato sulla ricerca di valori autentici da parte dell'eroe problematico all'interno di una società degradata. Goldmann postula però anche una «rigorosa omologia» tra la forma letteraria del romanzo e la forma economica della merce. Egli sostiene che il primo romanzo si occupa della biografia individuale e dell'eroe problematico, ma, con la progressiva mutazione del capitalismo competitivo nel capitalismo monopolistico, l'eroe problematico scompare gradualmente. Il periodo fra le due guerre mondiali è testimone di un momentaneo esperimento con la comunità come eroe collettivo: l'esempio di Goldmann è André Malraux. Ma la linea di sviluppo fondamentale è contrassegnata dallo sforzo di scrivere il romanzo dell'«assenza di soggetti». Qui, Goldmann prende come esempio il nouveau roman di Alain Robbe-Grillet e Nathalie Sarraute.
John Milton and the English Revolution (1981) di Andrew Milner è fondamentalmente un'attuazione dello strutturalismo genetico di Goldmann allo studio della letteratura inglese del Seicento.

## Sociocritica
Il testo di sociologia della letteratura di Goldmann rimane significativo sia come testo a sé stante, sia come fonte di ispirazione positiva e negativa della sociocritica sviluppata da Edmond Cros, Pierre Zima e dai loro collaboratori in Francia e in Canada.

## Critica dell'ideologia neo-marxista
Marx ha usato il termine ideologia per indicare la connessione tra cultura, ramo che comprende la letteratura, e classe. Il filosofo Louis Althusser si è occupato dell'argomento nei primi anni '70, sostenendo che l'ideologia vede gli individui biologici come "soggetti" sociali rappresentando così la loro relazione immaginaria con le loro reali condizioni di esistenza.
Per Althusser l'arte non era ideologia. Nonostante ciò la sua teoria ebbe varie applicazioni: prima alla letteratura da Macherey in Francia, successivamente da Eagleton in Gran Bretagna e da Jameson negli Stati Uniti. La novità centrale dell'opera di Eagleton, chiamata Criticism and Ideology,  era la sua tesi secondo cui la letteratura poteva essere intesa come un produttore di ideologia. L'opera L'inconscio politico di Jameson sosteneva invece che l'analisi letteraria si fonda su tre livelli distinti, ciascuno dei quali comporta un proprio corollario storico-sociale, ossia un "orizzonte semantico" che comprende la storia politica, la società e la modalità di produzione. L'ideologia applicata da Jameson è di tipo althusseriano. La novità da lui introdotta consiste nel sostenere una "doppia ermeneutica" che si deve occupare sia di ideologia che di utopia.
Macherey, Eagleton e Jameson svolgevano la professione di critici letterari, nonostante ciò le loro applicazioni della critica ideologica alla letteratura sono di carattere sociologico, poiché cercano di spiegare i fenomeni letterari in condizioni extra-letterarie.

## Bourdieu
Bourdieu è stato professore di sociologia al Collège de France e direttore del Centro di Sociologia Europea. Il suo primo importante contributo alla sociologia della letteratura è stato La Distinction, pubblicato prima in francese nel 1979, e successivamente tradotto in inglese nel 1984. Esso si basa su indagini sociologiche dettagliate e sull'osservazione etnografica della distribuzione sociale delle preferenze culturali. Nella ricerca Bourdieu ha identificato tre principali zone, che denomina "legittime", "medie" e "popolari", nelle quali si insediavano persone istruite della classe benestante, della classe media e di quella lavoratrice. Per lui la prima zona, quella legittima, è incentrata sulla "disposizione estetica", e va ad affermare il primato della forma sulla funzione. L'"estetica popolare", d'altro canto, si basa sulla continuità tra arte e vita e su quella che lui chiama "esigenza di partecipazione". È dunque da qui che è sorta l'ostilità verso rappresentazioni di oggetti che nella vita reale sono visti come brutti o immorali. La conclusione alla quale è giunto è che la 'distinzione' artistica e quella sociale sono strettamente collegate perché lo sguardo puro implica una rottura con gli atteggiamenti ordinari nei confronti del mondo, dunque, una rottura sociale.
D'altro canto, l'opera The Rules of Art si focalizza sulla letteratura, in particolare sull'impatto di Gustave Flaubert sulla moderna letteratura francese. L'ipotesi di Bourdieu comprende un modello di "campo di produzione culturale". Esso è strutturato esternamente rispetto al "campo di potere" e internamente rispetto a due principi, che ha chiamato di gerarchizzazione, e che identifica con l'eteronomo e l'autonomo. Il campo letterario e artistico moderno è definito come un luogo di contestazione tra il principio eteronomo, che subordina l'arte all'economia, e l'autonomo, che contrasta la subordinazione. Secondo gli studi di Bourdieu di fine Ottocento, il genere più autonomo, ossia quello meno redditizio - la poesia - sta a sinistra della mappa da lui ideata, mentre il più eteronomo, quello più redditizio - il dramma - sta a destra. Il genere del romanzo si colloca nel mezzo. In aggiunta, il pubblico di status sociale più elevato governa l'estremità superiore del campo e il pubblico di status inferiore l'estremità inferiore. Il risultato distintivo di Flaubert in L'Éducation sentimentale è stato, secondo Bourdieu, l'aver compreso e definito le regole dell'arte moderna autonoma.

## L'ascesa del romanzo
L'opera The Rise of the Novel (1957) di Ian Watt, professore di inglese presso l'Università di Stanford, rappresenta uno dei primi esempi di contributo alla sociologia della letteratura. Secondo Watt, la novità del romanzo sta nel suo "realismo formale" e nell'idea che esso rappresenti a pieno l'esperienza umana. Altri grandi che hanno parlato dello stesso tema sono Daniel Defoe, Samuel Richardson e Henry Fielding. Sempre secondo Watt, la preoccupazione del romanzo per le relazioni descritte in maniera realistica tra individui comuni, va di pari passo con lo sviluppo del realismo filosofico, dell'individualismo economico della classe media e di quello puritano. Inoltre, la forma si rivolgeva agli interessi e alle capacità del nuovo pubblico di lettori della classe media e al nuovo commercio di libri che si stava evolvendo. Dunque, Defoe e Richardson, in qualità di commercianti loro stessi, dovevano solo pensare ai propri standard personali per dedurre che il loro lavoro avrebbe attirato l'interesse di un pubblico più vasto.

## Materialismo culturale
Raymond Williams, professore di recitazione all'Università di Cambridge e uno dei fondatori degli studi culturali contemporanei ha descritto il proprio approccio distintivo con il termine di "materialismo culturale", ossia una teoria che vede la cultura "come processo produttivo (sociale e materiale)" e le arti "come usi sociali dei mezzi materiali di produzione". La prospettiva che adotta è dunque chiaramente sociologica. Sebbene gli interessi di Williams spaziassero ampiamente nell'intero campo degli studi letterari e culturali, il suo lavoro principale si concentrò sulla letteratura e sul teatro. Per questo motivo viene ricordato come un sociologo della cultura specializzato in sociologia della letteratura.
Nell'opera The Long Revolution, pubblicata nel 1961, Williams ha sviluppato resoconti della sociologia del commercio di libri, della paternità e del romanzo. La tesi che il romanzo moderno articolava una "struttura del sentimento" essenzialmente moderna, il cui problema chiave era la "comunità conoscibile", era stata analizzata nell'opera The English Novel from Dickens to Lawrence (1970). L'analisi della storia sociale nella poesia country-house inglese è stata trattata in The Country and the City (1973) In Marxism and Literature (1977), invece, volge sia una critica del marxismo che della letteratura - un'ampia elaborazione formale del sistema teorico di Williams.
Alcune delle opere maggiormente ispirate a Williams sono Faultlines: Cultural Materialism and the Politics of Dissident Reading (1992) e Literature, Politics and Culture in Postwar Britain (1997) di Alan Sinfield e Literature, Culture and Society (2005) di Andrew Milner.

## Teoria dei sistemi-mondo
Franco Moretti, professore di Letteratura inglese all'Università di Salerno, di Letteratura comparata all'Università di Verona e di Letteratura inglese e comparata all'Università di Stanford, ha esordito con il libro Signs Taken for Wonders (1983), nel quale usa un metodo qualitativo. Il suo lavoro successivo, tuttavia, divenne progressivamente più quantitativo.
Moretti applica alla letteratura la teoria dei sistemi-mondo di Immanuel Wallerstein nell'opera Atlas of the European Novel (1998). In essa sostiene che l'economia letteraria del diciannovesimo secolo comprendeva "tre Europe". Francia e Gran Bretagna vi stavano al centro, mentre la maggior parte dei paesi periferici e semiperiferici stavano nel mezzo. Prendendo in considerazione la moltitudine di traduzioni nelle bibliografie nazionali, si è reso conto del fatto che i romanzieri francesi avevano più successo nel sud cattolico e gli inglesi nel nord protestante, ma che l'intero continente leggeva comunque gli autori provenienti da entrambe le parti. Inoltre, si è accorto che a Londra e Parigi sono stati pubblicati più della metà di tutti i romanzi europei.
Le tesi di Moretti sono state soggette a polemiche e controversie, alcune delle quali si trovano nella raccolta curata da Christopher Prendergast Debating World Literature (2004). Lo stesso Moretti ha approfondito l'argomento nel suo Distant Reading (2013).

## Sviluppi recenti
Di recente la sociologia della letteratura si è concentrata sulla costruzione del significato da parte dei lettori. Partendo dai lavori sull'estetica della ricezione e nel capitale culturale, si è arrivati a nuovi sviluppi. Essi includono lo studio del legame tra letteratura e identità di gruppo; sull'analisi istituzionale e sulla risposta dei lettori. In questo modo si è reintrodotto il concetto delle intenzioni dell'autore nella letteratura; riconsiderando inoltre il ruolo che l'etica e la moralità svolgono nella letteratura e sviluppando una comprensione più chiara di come la letteratura si differenzi dagli altri media.
Il tema della disuguaglianza tra autori del Primo Mondo e del Terzo Mondo è stato argomento d'interesse anche della sociologia della letteratura. Si è notato che gli autori del Terzo Mondo tendono ad essere fortemente dipendenti dalle decisioni editoriali degli editori di Parigi, Londra o New York e sono spesso esclusi dalla partecipazione al mercato letterario globale.
La rivista New Literary History ha dedicato un numero speciale alle metodologie e agli approcci alla sociologia della letteratura nella primavera del 2010.